# Nicolas Bodington
Nicolas Redner Bodington, né le 6 juin 1904 à Paris 16e et mort le 3 juillet 1974 à Plymouth, est un agent secret britannique responsable, pendant la Seconde Guerre mondiale, de la section F du Special Operations Executive. Il effectua quatre missions en France.
Le prénom est souvent mal orthographié : les documents tels qu'acte de naissance, livret militaire, mariage, acte de décès écrivent le prénom sans h, de même que les couvertures des livres qu'il a publiés.

## Avant guerre
1904. Naissance de Nicolas Redner Bodington le 6 juin à Paris 16e, fils d'Oliver Eaton Bodington et de Mary Chapman Redner.
Études : Cheltenham et (pour un an) Lincoln College (Oxford).
Il devient journaliste.
1930. Il travaille pour le Daily Express.
Avant la guerre, il est correspondant de presse pour l’Agence Reuters à Paris. Il côtoie alors Karl Bömelburg, le futur chef de la Gestapo en France et Henri Déricourt, futur agent multiple.
Il travaille un temps pour le MI6.
Le 13 juin 1938, il épouse Elizabeth McClellan Sheridan, à la mairie du 16e arrondissement de Paris.

## Pendant la guerre
1940. 
Après avoir rallié Bordeaux pendant la débâcle, il embarque à bord du SS Madura, paquebot bondé de réfugiés qui lève l'ancre le 18 juin 1940 à destination de la Grande-Bretagne
Il rejoint la section F comme numéro 2. Il sera adjoint de Leslie Humphries, puis de H.R. Marriott à partir de décembre.
1941. Au début de l'année, il recrute Virginia Hall. Au début de l'été, Maurice Buckmaster arrive à la tête de la section F.
1942.
- Début de l'année. Il participe à la récupération par bateau, en Bretagne, de Pierre de Vomécourt « Lucas », chef du réseau AUTOGIRO et de Mathilde Carré « Victoire », la célèbre espionne surnommée La Chatte.

Mission en France - Sa mission consiste à évaluer l'intérêt pour la section F de collaborer avec le réseau CARTE d'André Girard
- Juillet. Dans la nuit du 29/30, il débarque de la felouque Seadog à Golfe Juan, avec Henri Frager. Peu après, à Cannes, il prend contact avec André Girard. Il souhaite rencontrer le chef d’état-major de l'Armée d’armistice. André Girard le met en relation avec le colonel Vautrin, ancien chef de cabinet de Paul Reynaud. Girard demande de grandes quantités d'armes et Bodington les promet. À cette occasion, il va aussi à Lyon pour tenter de dénouer le différend qui oppose, au sein du réseau SPRUCE, Georges Duboudin et Robert Boiteux.
- Août. Dans la nuit du 31, il rembarque sur la felouque Seadog[3].
- Septembre. Seadog atteint Gibraltar le 9 septembre. De retour en Angleterre, il rend son rapport le 12.

Bilan de la mission : son rapport, enthousiaste sur CARTE, sera à l'origine de l'utilisation du fichier de CARTE comme base du recrutement du réseau Prosper-PHYSICIAN par ses responsables Francis Suttill « Prosper » et Andrée Borrel « Denise » dès leur arrivée en France.
1943.
- Il appuie la candidature d'Henri Déricourt, qui est engagé par la section F et envoyé en France en février 1943, avec le pseudo « Gilbert », pour y organiser les liaisons aériennes de la section F.
- En juin, le réseau Prosper-PHYSICIAN est démantelé par le SD.

Mission en France - Sa mission consiste à élucider les conditions de l'effondrement du réseau Prosper et le rôle d'Henri Déricourt « Gilbert » qui est fortement soupçonné de trahison par plusieurs agents.
- Juillet. Dans la nuit du 22/23 juillet, arrivée par Hudson, avec Jack Agazarian « Marcel » qui l'accompagne (ainsi que Cdt Adelin et le Belge Marissael). [Source : Hugh Verity]. Curieusement, c'est Déricourt qui l'accueille, sur le terrain ACHILLE situé à 1 km au sud-est de Soucelles.
- Août. Retour dans la nuit du 16/17 par Lysander, avec Lise et Claude de Baissac [4]

Bilan de la mission : il a réussi à échapper aux Allemands (mais Jack Agazarian a été arrêté) ; il a essayé de faire rentrer Noor Inayat Khan en Angleterre, mais elle a refusé ; il disculpe Déricourt ; il est écarté du SOE.
Pendant six mois, il fait des exposés sur la politique française à des militaires qui se préparent au débarquement.
1944.
Mission en France - Sa mission consiste à réactiver dans le département de la Marne le réseau PROFESSOR, sous le nom de PEDLAR, à assister la Résistance intérieure française et à fournir des renseignements utiles pour définir les objectifs de bombardement de la RAF. Son nom de guerre est « Jean »
- Juillet. SFHQ l'envoie en France.
- Août. À partir du 24, il est appuyé par l'équipe Jedburgh ARNOLD.

## Après la guerre
1948. En juin, il témoigne au procès d'Henri Déricourt. Son témoignage décisif emporte l'acquittement.
1951. Le 26 novembre 1951, il divorce, par jugement rendu par le tribunal civil de la Seine.
1974. Il meurt le 3 juillet à Plymouth.

## Médailles
- Membre de l’Ordre de l'Empire britannique (civil)
- Officier de l’Ordre de l'Empire britannique (militaire)
- Médaille de la Résistance française

## Sources et liens externes
- Fiche Bodington, Nicolas Redner (Nick) avec photographies sur le site Special Forces Roll of Honour.
- Michael R. D. Foot, Des Anglais dans la Résistance. Le Service Secret Britannique d'Action (SOE) en France 1940-1944, annot. Jean-Louis Crémieux-Brilhac, Tallandier, 2008,  (ISBN 978-2-84734-329-8). Traduction en français par Rachel Bouyssou de (en) SOE in France. An account of the Work of the British Special Operations Executive in France, 1940-1944, London, Her Majesty's Stationery Office, 1966, 1968 ; Whitehall History Publishing, in association with Frank Cass, 2004. Ce livre présente la version officielle britannique de l’histoire du SOE en France. Une référence.
- Hugh Verity, Nous atterrissions de nuit, Vario, édition 5, 2004,  (ISBN 2-913663-10-9).
- André Gillois, L'Histoire secrète des Français à Londres, Le Cercle du nouveau Livre, Librairie Jules Taillandier, 1973.